# Mirrors (Natalia Kills)
Mirrors è il primo singolo estratto dall'album di debutto di Natalia Kills, intitolato Perfectionist.
La canzone è scritta dalla stessa Natalia Kills, insieme ad Akon, Giorgio Tuinfort e Cherry Cherry Boom Boom.
Il singolo è stato pubblicato il 10 agosto 2010 negli Stati Uniti, mentre nei primi mesi del 2011 è stato pubblicato in Europa. Il singolo non ha ottenuto un forte impatto commerciale negli Stati Uniti, tuttavia ha avuto successo in molti paesi europei come Germania, Austria e Polonia.
Digital Spy ha giudicato il genere della canzone come un pop gotico. Il pezzo è stato immediatamente paragonato a Sweet Dreams (Are Made of This) degli Eurythmics e ha ottenuto un ottimo riscontro da parte della critica.

## Il brano
Mirrors è un brano electropop con influssi gothic, percorso da un "ritmo sintetizzato stridente" e "chitarre sovraccaricate". Le parole del brano approfondiscono una tematica sessuale, come si evince dal testo "Spegni le luci/Stringi le manette/E gli specchi si appanneranno stasera!", il cui sfondo sadomaso è stato paragonato a quello di Rihanna. Parte della critica ha paragonato lo stile musicale a quello di artisti come Fergie, i Depeche Mode e gli Eurythmics e alla hit di Lady Gaga del 2009, Bad Romance.

## Critiche
Robert Copsey del sito Digital Spy ha definito Mirrors "un numero disco-pop nero come la pece con un ritmo sintetizzato stridente che fa eco a Sweet Dreams (Are Made of This) degli Eurythmics e che non supera il confine fra l'urban e l'eurodance senza sembrare un espediente". Matthew Wilkening di AOL Radio Blog ha dato un voto positivo, sostenendo che "passando per un confronto, abbozzate Sweet Dreams degli Eurythmics alimentata da Red Bull e steroidi, e poi immaginate un'artista spinta quando Lady Gaga ma con una voce più soft al microfono". Bradley Stern di MuuMuse ha definito il brano "uno squisito, macabro momento di sexy electro-pop per l'intraprendente artista".

## Video
La première del video è avvenuta il 29 novembre 2010.

## Tracce
- Download digitale

1. "Mirrors" – 3:16

- CD singolo (Germania)

1. "Mirrors" - 3:16
2. "Mirrors" (FrankMusik Obsidian Overkill Remix) - 3:19

## Classifiche
| Classifica (2011)   | Posizione massima |
| ------------------- | ----------------- |
| Austria             | 7                 |
| Canada              | 46                |
| Germania            | 10                |
| Polonia             | 2                 |
| Stati Uniti (Dance) | 3                 |
| Svizzera            | 52                |